# U širokom svijetu
U širokom svijetu je drugi solo album hrvatskog pjevača Darka Rundeka. Album sadrži 15 pjesama od kojih su hitovi Otok, Hiawatha, Ay Carmela itd. Izdan je 2000. godine u izdanju Jabukatona.

## O albumu
Sniman je od svibnja do listopada 1999. godine u Zaprešiću, Bedekovčini, Dvoru i Parizu. Pjesma Hiawatha nastala je prije raspada grupe Haustor, čiji je frontmen bio Rundek. Originalna snimka pjesme Hiawatha pojavila se se na albumu Dovitljivi mali čudaci koji je objavljen tek 2017. godine.
Album je pratio i spot za pjesmu Otok.

## Obrade
Otok – Island in the Sun (Harry Belafonte)